# Keepin’ the Summer Alive
Keepin’ the Summer Alive ist ein Musikalbum der US-Band The Beach Boys. Es wurde am 5. April 1980 veröffentlicht. Es erschien beim Label Caribou Records und wurde von Bruce Johnston produziert.

## Entstehung
Die Beach Boys waren um 1979 in voller Besetzung auf Tournee gegangen. Dennis und Brian Wilson machten den größten Teil dieser Tournee mit. Auch Bruce Johnston war in die Band zurückgekehrt und wieder ein vollwertiges Mitglied. Während der Tournee freundete sich Carl Wilson mit Randy Bachman an. Bachman war ein kanadischer Musiker, Beach Boys Fan und Frontmann ihrer Vorgruppe. Carl Wilson begann mit Bachman Songs zu schreiben. Insgesamt komponierten sie zusammen sechs Lieder. Carl Wilson wollte das Album schließlich auch gemeinsam mit Bachman produzieren, er sagte ihm allerdings ab, da er nach der Tournee mehr Zeit mit seiner Familie verbringen wollte. Deshalb wurde Bruce Johnston zum Produzenten ausgewählt.
Das Album wurde zum größten Teil in den Western Studios, in denen die Beach Boys in den 1960er Jahren ihre Hits eingespielt hatten, und in Alan Jardines neuem Studio, das er auf seiner Ranch in Big Sur gebaut hatte, aufgenommen. Als Toningenieur fungierte Chuck Britz, der ebenfalls in den 60er Jahren mit der Band aufgenommen hatte. Viele alte Bekannte, wie etwa Ricky Fataar, waren an der Aufnahme zu diesem Album beteiligt.
Das Album erreichte in den US-Billboard-Charts Platz 75.

## Kritiken
„Sie [die Beach Boys] nahmen einen neuen Blickwinkel ein, aber es war einfach nicht der richtige. Keepin’ the Summer Alive ist nicht nur ein Tiefpunkt der Bandkarriere, sondern der Tiefpunkt.“

## Titelliste
1. Keepin’ the Summer Alive (Carl Wilson/Randy Bachman)
2. Oh Darlin‘ (Brian Wilson/Mike Love)
3. Some of Your Love (Brian Wilson/Mike Love)
4. Livin’ With a Heartache (Carl Wilson/Randy Bachman)
5. School Days (Ring! Ring! Goes The Bell) (Chuck Berry)
6. Goin’ On (Brian Wilson/Mike Love) (US-Charts #83[3])
7. Sunshine (Brian Wilson/Mike Love)
8. When Girls Get Together (Brian Wilson/Mike Love)
9. Santa Ana Winds (Brian Wilson/Al Jardine)
10. Endless Harmony (Bruce Johnston)

## Songinformation
When Girls Get Together wurde bereits 1969 aufgenommen, zu diesem Zeitpunkt aber nicht veröffentlicht.
Bei Endless Harmony singt Bruce Johnston über sich und die Band in der dritten Person. Dies ist zugleich das einzige Lied auf dem Album, an dem Dennis Wilson während der Aufnahme involviert war.
Goin On’ ist der Höhepunkt des Albums und war auch gleichzeitig der einzige kleine Hit